# Выучейский, Иван Павлович
Ива́н Па́влович Выуче́йский (22 марта 1901, Большеземельская тундра — 9 августа 1936, Карское море) — педагог, государственный и общественный деятель. Председатель Окрисполкома Ненецкого национального округа с декабря 1934 по 9 августа 1936 года.

## Биография
Родился 22 марта 1901 года. в Большеземельной тундре Архангельской губернии. К семи годам остался без родителей, после смерти отца и матери он оказался в приюте - в деревне Сизябск. Там научился русской грамоте и коми языку. Затем сбежал из приюта к своему дяде Алексею Выучейскому. До восемнадцати лет батрачил у кулаков. Когда в 1919 году в селе Тельвиска был образован первый исполком Выучейский как грамотный ненец стал делопроизводителем исполкома. В 1921 году ненцы избрали его председателем исполкома. Затем четыре года Иван Павлович работал председателем первого ненецкого кооператива «Кочевник». Окончил в 1928 году в Архангельске общеобразовательную школу для взрослых и педагогический техникум. Получив диплом, он стал первым учителем — ненцем.
В связи с образованием Ненецкого национального округа Выучейский в 1929 году становится заместителем председателя окрисполкома, в круг его обязанностей входила вся непосредственная хозяйственная работа: народное просвещение, проведение коллективизации (конкретным воплощением её стало создание И. Выучейским в 1932 году ПНОКа (первого ненецкого оленеводческого колхоза)) — впоследствии колхоз имени И. П. Выучейского, борьба с паводками, развёртывание строительства культурно-образовательных учреждений (школ, изб-читален, «красных чумов»). С 1930 года — заведующий окружным отделом народного образования.
В 1934 году Выучейский был избран председателем Ненецкого окрисполкома. Член ВЦИК с 1935 года.
Иван Выучейский был убит 9 августа 1936 года в Карском море на судне «Вайгач» во время служебной командировки. Убийца — матрос, который поссорился с капитаном судна и по ошибке застрелил Выучейского, отдыхавшего в капитанском кресле. Иван Павлович был похоронен в Нарьян-Маре напротив здания окружной администрации. В 2001 году по просьбе сына и дочери перезахоронен в селе Тельвиска.

## Память
Имя Ивана Павловича Выучейского носят: Нарьян-Марский социально-гуманитарный колледж, а также улицы в городах Архангельск и Нарьян-Мар, в ненецком посёлке Нельмин-Нос. На месте первого захоронения в Нарьян-Маре установлен памятник.